# Tregde

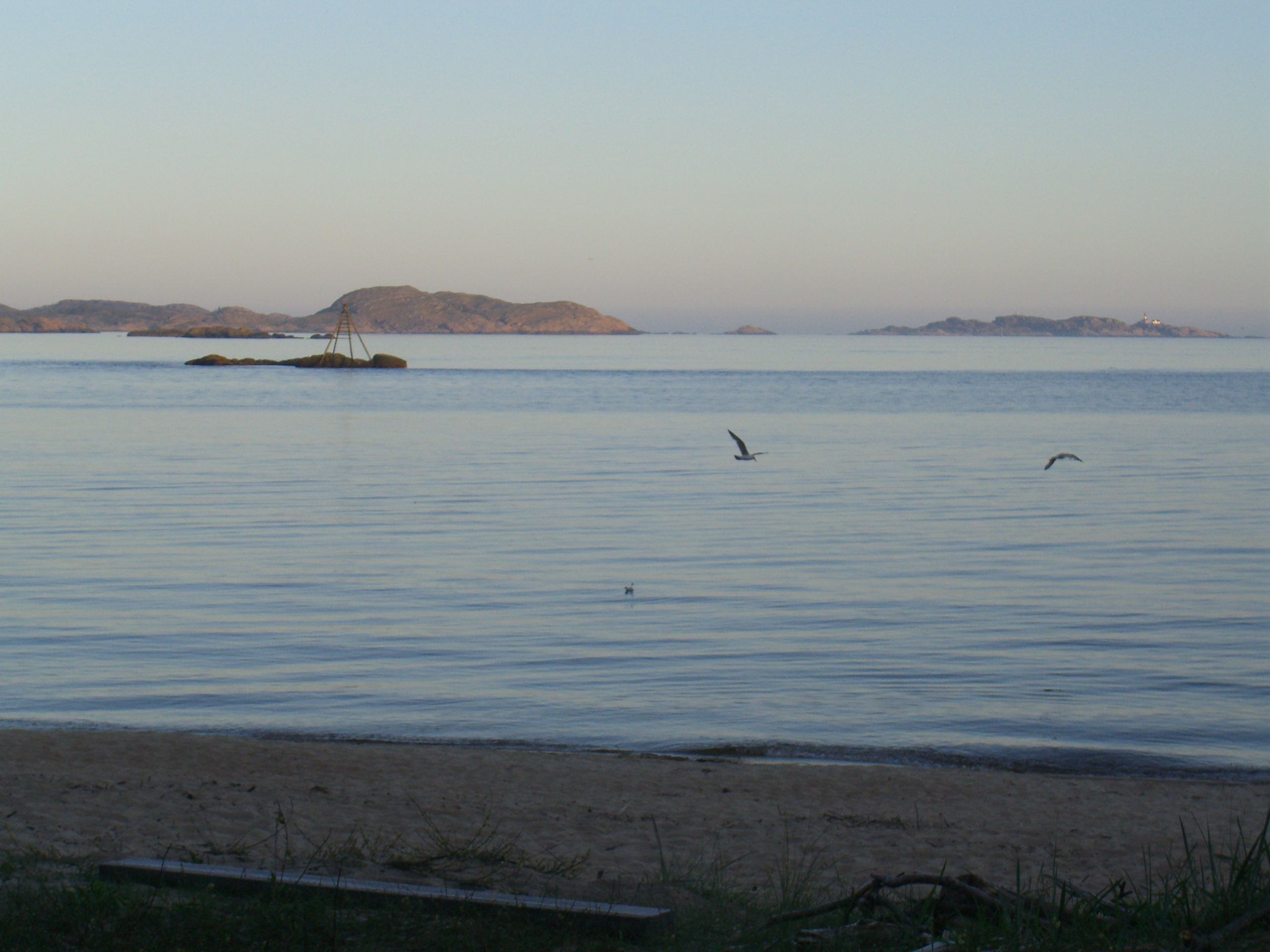
Kust bij Tregde

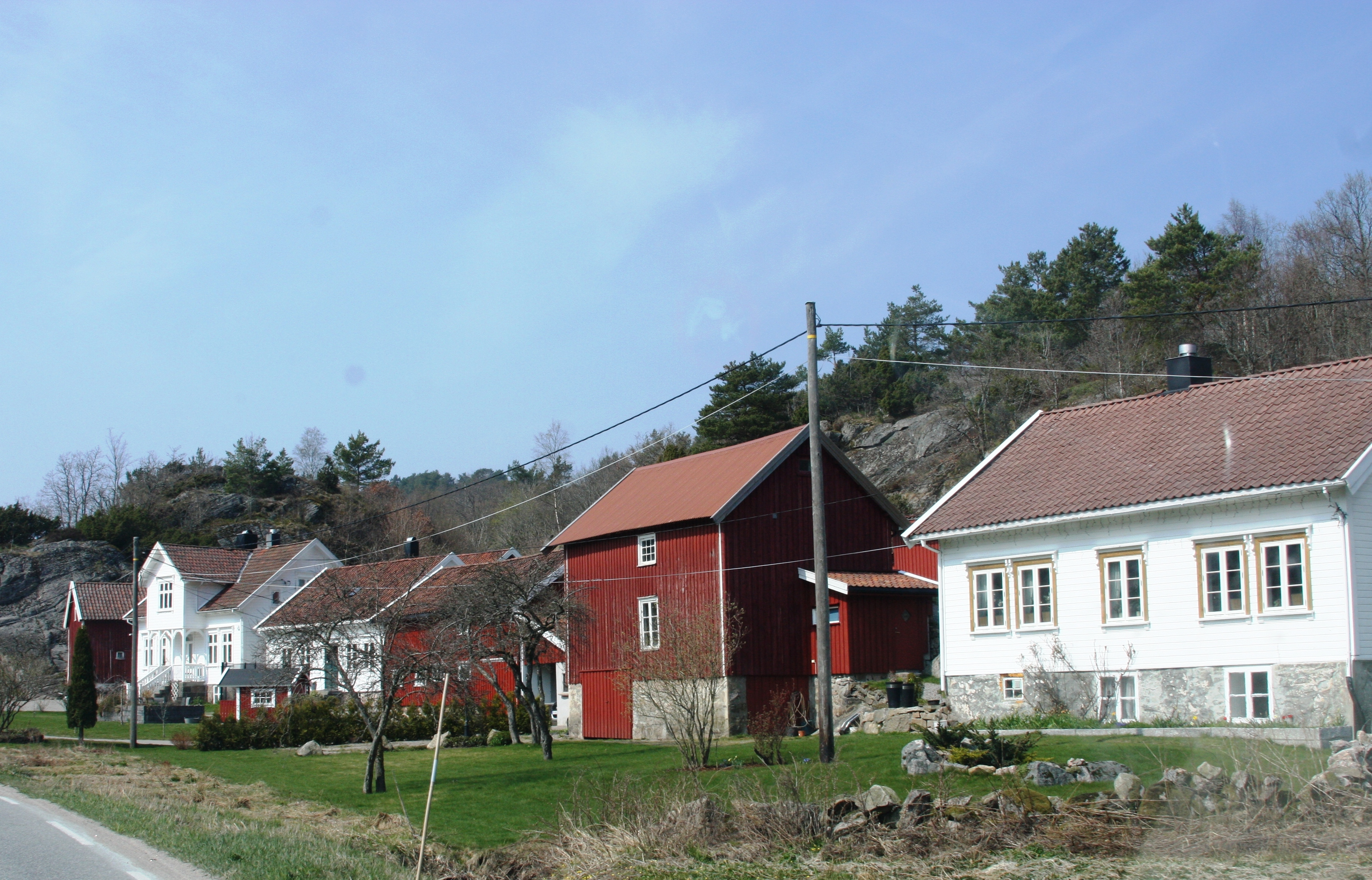
Traditionele huizen aan de hoofdweg

Tregde is een plaats in de Noorse gemeente Lindesnes.
De plaats is de meest zuidelijke van Noorwegen, daar waar de Noordzee overgaat in het Skagerrak. Er is een vissershaventje en een haventje voor de pleziervaart. Ook is eind jaren '90 van de 20e eeuw een vakantiepark gekomen, waardoor het toerisme een belangrijke inkomstenbron van het plaatsje gworden.
Het zeeniveau te Tregde is het officiële referentiepunt voor de bepaling van de hoogte boven de zeespiegel in Noorwegen (meter over havet (moh)). 